# Benjamín Rollheiser
Benjamín Rollheiser, né le 24 mars 2000 à Coronel Suárez, est un footballeur argentin qui évolue au poste de milieu offensif ou ailier au Santos FC.

## Biographie

### Carrière en club
Né à Coronel Suárez en Argentine, Benjamín Rollheiser est formé entre l'Estudiantes de La Plata et le Deportivo Sarmiento, avant de rejoindre en 2014 River Plate, où il commence sa carrière professionnelle en championnat d'Argentine,,.
Il joue son premier match avec l'équipe première du club le 16 juillet 2019, une victoire en Copa Argentina contre le Gimnasia y Esgrima, convertissant sa tentative lors de la séance de tirs au but,.
En juin 2022, il rejoint l'Estudiantes LP, continuant ainsi à se développer en championnat argentin, remportant également la Coupe d'Argentine 2023.
En janvier 2024, Rollheiser est prêté avec obligation d'achat au Benfica Lisbonne en championnat du Portugal, pour la fin de la saison 2023-24,,.
Il fait ses débuts avec les Lisboètes le 29 janvier 2024, remplaçant son compatriote Di Maria dans les dernières minutes d'une victoire 4-1 en championnat contre l'Estrela da Amadora.
Le 26 septembre 2024, il joue son premier match de Ligue des champions, titularisé comme meneur de jeu lors d'une victoire 2-1 chez l'Étoile rouge de Belgrade, une première pour un club portugais au Marakana, l'antre de l'ancien vainqueur de la compétition,.

### Carrière en sélection
En 2019, Benjamín Rollheiser est convoqué avec l'équipe d'Argentine des moins de 17 ans, prenant part au Championnat d'Amérique du Sud 2017 au Chili.

## Palmarès
River Plate
- Championnat d'Argentine
  - Champion en 2021
- Supercoupe d'Argentine
  - Vainqueur en 2021

 Estudiantes de La Plata
- Supercoupe d'Argentine
  - Vainqueur en 2023